# Magnus Scharmanoff
Magnus Wilhelm Iván Scharmanoff, född 4 december 1964 i Tolkis, är en finländsk fotokonstnär. 
Scharmanoff studerade 1986–1988 vid Svenska social- och kommunalhögskolan och 1990–1994 vid Konstindustriella högskolan. Han började som pressfotograf men blev snart intresserad av fotografiet som konstmedium. År 1997 fick han sitt genombrott med utställningen A Sense of Loss i Glogalleriet i Helsingfors. Hans konstfotografier, som ofta har en surrealistisk prägel, återger av honom själv iscensatta situationer. Han har också utfört videokonst och arbetat som scenograf. Han tilldelades Finlandspriset för ung konst 1993.